# Dietrich von Gemmingen († 1526)

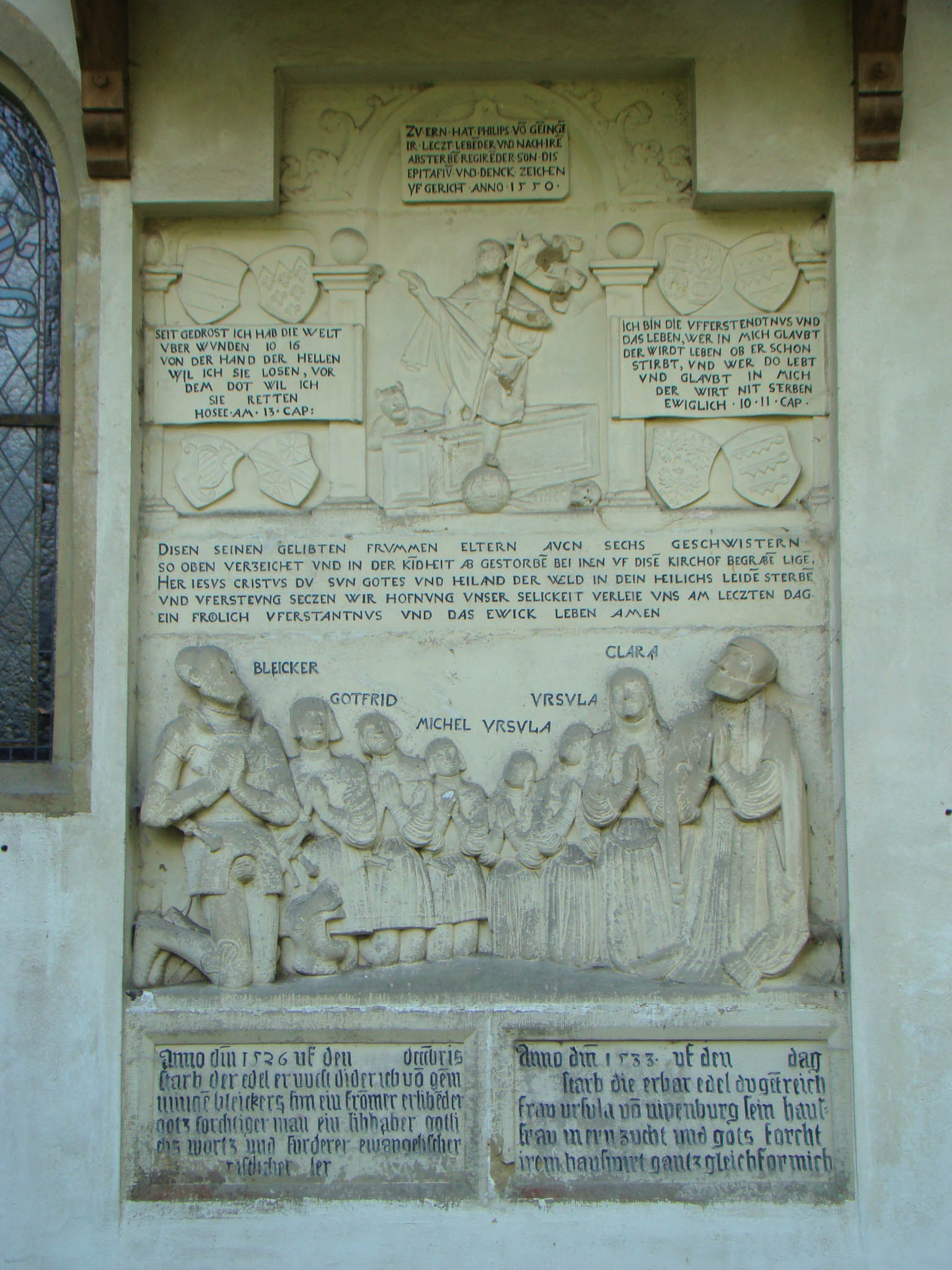
Epitaph für Dietrich von Gemmingen und seine Familie an der Burgkapelle von Burg Guttenberg

Dietrich von Gemmingen († 1526) war, zusammen mit seinen Brüdern Wolf († 1555) und Philipp († 1544), bedeutend für die Reformation im Kraichgau. Früh gewährte er reformatorischen Geistlichen Schutz, und in seiner Kirche wurde Luthers Lehre seit 1522 gepredigt.

## Leben
Dietrich von Gemmingen war der älteste Sohn des Pleikard von Gemmingen und der Anna Kämmerer von Worms genannt von Dalberg. 1495 war er mit Herzog Eberhard I. von Württemberg auf dem Reichstag zu Worms. 1518 teilten die Brüder das Erbe der Eltern. Dietrich erhielt Burg Guttenberg, den neuen Stammsitz der Familie, mit allen Zugehörungen, Schloss und Dorf Bonfeld mit Zugehörungen und Nutzungen, dazu Besitzanteile in sieben weiteren Dörfern. Der jährliche Ertrag aus seinem Erbteil belief sich auf über 1300 Gulden.
Dietrich von Gemmingen war mit Ursula von Nippenburg verheiratet, die aus einer der ältesten und angesehensten Familien des schwäbischen Adels stammte. Er hatte eine besonders enge Beziehung zu Hans III. Landschad von Steinach, pfälzischer Rat und Reformator von Neckarsteinach. Dieser war ebenfalls mit einer von Nippenburg vermählt. Deren Sohn Christof heiratete Dietrichs Tochter Anna.
Dietrich nahm Ende 1522 den aus Weinsberg vertriebenen lutherischen Prediger Erhard Schnepf bei sich auf. Wenig später schickte er den 1523 aus Ilsfeld ausgewiesenen Prediger Johann Geyling als Hofprediger des aus seinem Land vertriebenen Herzogs Ulrich nach Mömpelgard.
Johannes Brenz informierte Dietrich auf Bitten Schnepfs 1525 über die unterschiedlichen Standpunkte im Abendmahlsstreit. Im Dezember 1525 war Dietrich Schirmherr eines Religionsgesprächs auf seiner Burg. Dietrich starb schon 1526. Er wurde in der Burgkapelle beigesetzt; die Leichenpredigt hielt Johannes Brenz. Dietrichs Sohn Philipp der Weise ließ 1550 an der Nordwand der Kapelle für den Vater, die Mutter und sechs verstorbene Geschwister ein Epitaph anbringen.

## Familie
Er war verheiratet mit Ursula von Nippenburg.
Nachkommen:
- Ursula († 1571) ⚭ Philipp von Bettendorff
- Margaretha († 1550) ⚭ Peter von Mentzingen
- Anna († 1562) ⚭ Christoph Landschad von Steinach
- Philipp der Weise (1518–1571) ⚭ Margaretha von Vellberg